# Austrophorocera bancrofti
Austrophorocera bancrofti là một loài ruồi trong họ Tachinidae.